# فلورنس (حوزه سرشماری)، نیوجرسی
فلورنس (به انگلیسی: Florence) یک منطقهٔ مسکونی در ایالات متحده آمریکا است که در فلورانس، نیوجرسی واقع شده‌است. فلورنس ۳٫۸۵۷ کیلومتر مربع مساحت و ۴٬۴۲۶ نفر جمعیت دارد و ۷ متر بالاتر از سطح دریا واقع شده‌است.